# Zhang Yitang
Pour les articles homonymes, voir Zhang.
Yitang Tom Zhang (chinois : 张益唐 ; pinyin : Zhāng Yìtáng) est un mathématicien chinois spécialiste de la théorie des nombres. En mai 2013, il a attiré l'attention de la communauté mathématique par une importante avancée sur l'étude de la répartition des nombres premiers.

## Études
Zhang entra au département de mathématiques de l'université de Pékin en 1978, et y obtint ses diplômes de Bachelor of Science en 1982 et de Master of Science en 1986, sous la direction du théoricien des nombres Pan Chengbiao. Recommandé par Ding Shisun (en), il arriva à l'université Purdue en janvier 1985 et y obtint son PhD en 1991.

## Carrière
La thèse de Zhang portait sur la conjecture jacobienne, mais ses relations avec son directeur de thèse, Tzuong-Tsieng Moh, semblent avoir été distantes, ce dernier « regrettant de ne pas lui avoir trouvé de poste ». Chercheur académiquement isolé, il travailla plusieurs années comme comptable, et dans un restaurant Subway, en parallèle à ses enseignements universitaires. Longtemps conférencier à l'université du New Hampshire, il y a été nommé professeur en 2014. Depuis septembre 2015, il travaille à l'université de Californie à Santa Barbara,.

## Répartition des nombres premiers
En mai 2013, les médias relaient très largement son nom dans le monde entier à la suite de sa publication exposant une preuve de l’existence d’une infinité de paires de nombres premiers qui ne diffèrent pas l’un de l’autre de plus de soixante-dix millions. Ce résultat est une forme faible de la conjecture des nombres premiers jumeaux, laquelle énonce qu’il existe une infinité de paires de nombres premiers dont la différence vaut deux,. L’article a été accepté dans les Annals of Mathematics le 21 mai, la preuve ayant été vérifiée par le professeur Henryk Iwaniec, de l’université Rutgers, un théoricien des nombres reconnu. Andrew Granville a déclaré à ce sujet :
« Les plus grands experts du domaine avaient essayé [cette approche] et échoué ; je ne pensais personnellement pas que quiconque y arriverait de sitôt. »
Le 4 novembre 2022, il publie un article dans lequel il affirme avoir résolu une autre conjecture relative aux nombres premiers et analogue à l'hypothèse de Riemann : une version de la conjecture des zéros de Landau-Siegel. Avant même toute vérification par ses pairs, la publication est saluée et fait l'objet d'un important traitement médiatique.